# Marcos Joaquim dos Santos
Marcos Joaquim dos Santos (Caruaru, 14 september 1975) is een Braziliaans voormalig voetballer die als verdediger speelde. Hij is vooral bekend onder de naam Marcos. 
Hij begon in de jeugd bij CA do Porto en speelde tussen 1995 en 1998 speelde Marcos voor Rio Ave FC in Portugal. In 1999 werd hij door PSV gecontracteerd dat hem in 2000 verhuurde aan Sporting CP. In 2000 werd hij verkocht aan EC Vitória waar hij tot 2003 zou spelen. Hij keerde in het seizoen 2003/04 terug in Portugal bij Estrela Amadora waarna hij zijn loopbaan in Brazilië voortzette bij CR Vasco da Gama en Paraná Clube. Vanaf 2006 speelde Marcos voor Atlético Mineiro waar hij in 2009 zijn loopbaan besloot.